# Astragalus leptocladus
Astragalus leptocladus là một loài thực vật có hoa trong họ Đậu. Loài này được Podl. & L.R. Xu mô tả khoa học đầu tiên năm 2007.